# 北坝镇
北坝镇，是中华人民共和国四川省绵阳市三台县下辖的一个乡镇级行政单位。北坝镇地处四川省三台县政治、经济、文化中心，位于四川盆地西北部，北距四川省唯一科技城、四川省第二城市绵阳58公里，西离省会成都市153公里，东距重庆300公里。
2017年，撤消北坝镇，设立北坝街道.2019年12月，撤销北坝街道、百顷镇和东塔镇，设立北坝镇，以原北坝街道、原百顷镇和原东塔镇所属行政区域为北坝镇的行政区域，北坝镇人民政府驻樟树路49号。

## 行政区划
北坝镇下辖以下地区：
东河路社区、恒昌路社区、北泉路社区、琼楼路社区、樟树路社区居民委会、耀森路社区、北塔村、东涪村、龙潭村和北山村。北泉路社区、东河路社区、恒昌路社区、琼楼路社区、耀森路社区、北塔路社区、东涪路社区、樟树路社区、龙潭村、北山村。户籍人口3万余人，常住人口9万余人，其中农业人口2500余人。是中共三台县委、三台县人民政府的驻在地。成立于1992年，辖区4.83平方公里（不含东涪路社区）。